# Архидика
Архидика (др.-греч. Ἀρχιδίκη) — гетера из города Навкратиса в Египте.
Геродот сообщает, что имя гетеры Архидики было на слуху по всей Греции, хоть о ней ходило и меньше толков, чем о Родопис. Клавдий Элиан в «Пёстрых рассказах» характеризует Архидику как особу высокомерную, непокладистую и к тому же жадную: требовала она много, но заплативший ей недолго мог пользоваться её услугами.
Об Архидике рассказывали и такой анекдот. Некий египетский юноша возжелал её, но даже всего его имущества не хватило, чтобы заплатить за ночь любви с гетерой. Тогда он обратился с молитвой к Афродите о ниспослании ему во сне того, в чём Архидика отказала ему наяву. Богиня услышала молитву, юноша получил во сне от Архидики то, что хотел, и потому охладел к ней. История стала достоянием общественности, и жадная гетера обратилась к судьям, чтобы те заставили юношу заплатить за услуги, оказанные ею ему во сне. Но судьи вынесли мудрое решение, чтобы Архидика, в свою очередь, помолилась Афродите о послании ей во сне серебра в качестве оплаты.